# Selma Bandeira
Selma Bandeira Mendes, conhecida como Selma Bandeira (Delmiro Gouveia, 1 de janeiro de 1944 - 7 de setembro de 1986), foi uma médica sanitarista e política brasileira.

## Biografia
Filha de Lauro Mendes Correia e Alexandrina Bandeira Mendes, nasceu na cidade de Delmiro Gouveia, no sertão alagoano. Mudou-se para a capital do estado, onde  estudou no Colégio Moreira e Silva. Cursou medicina na Universidade Federal de Alagoas (UFAL), vindo a exercer a profissão médica de forma alternada com a militância política.
Enquanto estudante de medicina, também trabalhou como professora de Biologia do Colégio Estadual de Alagoas.

### Militância política
A sua estreia na política deu-se no movimento estudantil secundarista de Maceió. Logo veio a se tornar uma das lideranças da União dos Estudantes Secundaristas de Alagoas (UESA).
Como estudante de medicina da  UFAL, foi vice-presidenta do Diretório Acadêmico da Faculdade de Medicina.
Em maio de 1966, aos 22 anos de idade, Selma Bandeira participou da fundação do Partido Comunista Revolucionário (PCR), em Recife, juntamente com Amaro Luiz de Carvalho (conhecido como "Capivara"), Manoel Lisboa de Moura, Valmir Costa e Ricardo Zarattini.. 
Em 1968, participou do 30º Congresso da UNE, na cidade de Ibiúna, onde acabou por ser presa e indiciada com base na Lei de Segurança Nacional, respondendo a inquérito policial militar, depois de ser posta em liberdade, no dia 17 de outubro do mesmo ano.
Por ser vinculada ao PCR, Selma Bandeira foi perseguida pela polícia em alguns estados do Nordeste, em ações da equipe do delegado paulista Sérgio Paranhos Fleury. Essa equipe, ao não encontrá-la em Pernambuco, foi a Maceió e prendeu seus familiares (o seu irmão Lauro e suas irmãs Maria das Graças e Sônia) em 18 de agosto de 1973, com o objetivo de forçá-los a revelar o paradeiro de Selma. Posteriormente foram levados a Recife, onde sofreram diversos tipos de tortura física e psicológica durante um mês.
Selma foi uma das últimas dirigentes do PCR a ser presa, o que somente ocorreu em abril de 1978, quando ela estava com Valmir Costa em um apartamento situado em Casa Amarela (Recife). Mais de 30 policiais invadiram o prédio e os levaram à prisão. Com a aprovação da Lei da Anistia, sancionada em agosto de 1979, ela foi a primeira presa política a ser anistiada, depois de ficar presa por um ano e três meses, na Colônia Penal Feminina Bom Pastor, em Recife. Retornou então a Maceió, onde se filiou ao  Movimento Democrático Brasileiro (MDB), atuando, concomitantemente, como  médica sanitarista.

### Mandato parlamentar
Em 1982, foi eleita deputada estadual pelo  Partido do Movimento Democrático Brasileiro (PMDB). No último ano do seu mandato de deputada estadual, decidiu candidatar-se, pelo mesmo partido, a deputada federal para a Assembleia Constituinte, cujas eleições haviam sido marcadas para 1986. Assim, Selma Bandeira iniciou uma campanha política - tanto na capital, quanto no interior do estado de Alagoas -  privilegiando temas como democracia, justiça social e saúde pública, causas mais abrangentes que as disputas corriqueiras entre os clãs da oligarquia alagoana que secularmente dividem o poder no Estado.

## Morte
Em 7 de setembro de 1986, quando se dirigia a um comício na cidade de Viçosa, Selma Bandeira sofreu um acidente automobilístico que resultou na morte dela e de todos os demais ocupantes do veículo. Seu funeral foi acompanhado por milhares pessoas que seguiram féretro, caminhando por aproximadamente 10 km, até o Cemitério Parque das Flores, em Maceió.

## Homenagens
- Prêmio Selma Bandeira , criado em 2004 pela Prefeitura Municipal de Maceió, é concedido a mulheres que se destacam nas mais diversas áreas da vida social da capital alagoana.[5]
- Comenda Selma Bandeira, criada em 1997, é conferida pela Câmara Municipal de Maceió a personalidades de destaque na luta pelo fim da violência e na defesa dos direitos humanos.[6]